# Stoltze-Brunnen
Der Stoltze-Brunnen ist ein in den 1890er Jahren errichteter Brunnen auf dem Hühnermarkt in der Altstadt von Frankfurt am Main; er steht unter Denkmalschutz. Während der Rekonstruktion des Römers, 1981 bis 2016, stand er auf dem Friedrich-Stoltze-Platz hinter der Katharinenkirche▼.

## Beschreibung

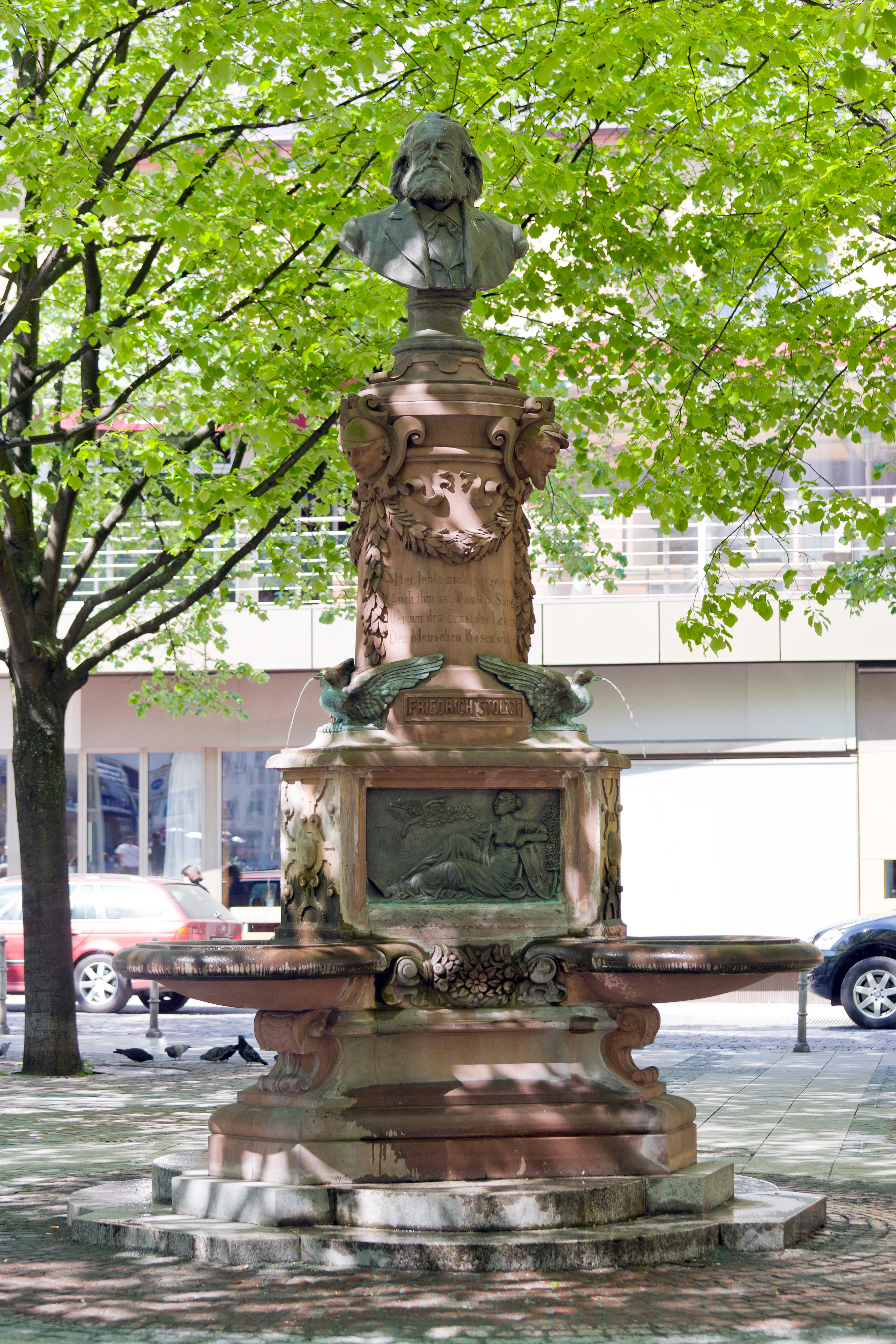
Stoltze-Brunnen auf dem Friedrich-Stoltze-Platz

Der Stoltze-Brunnen ist ein Denkmal im Stil der Neorenaissance. Er wurde nach Entwurf von Friedrich Schierholz zu Ehren des Dichters und Schriftstellers Friedrich Stoltze (1816–1891) geschaffen und am Geburtstag des Dichters, dem 21. November 1892 auf dem Frankfurter Hühnermarkt in direkter Nähe zu Stoltzes Geburtshaus Zum Rebstock aufgestellt. Die feierliche Einweihung erfolgte erst am 2. November 1895. Der bis dahin auf dem Hühnermarkt stehende Freiheitsbrunnen wurde an das Roseneck am Weckmarkt versetzt.
Der Stoltze-Brunnen ist etagig aufgebaut: auf einem flachen zweistufigen Podest aus Granit erhebt sich ein dreiseitiges Wasserbecken mit einem Brunnenstock aus Rotem Mainsandstein. Diese Säule trägt ein Relief der Francofurtia (Kopie), darüber eine Bronzebüste des Dichters. Das Kapitell der Säule zeigt Figuren aus Stoltzes Werken, darunter der David mit der Kapp, der Kranke Mann und der Rote Schornsteinfeger.
Das Brunnenensemble ist von einem leichten etwa ein Meter hohen Metallgitter umgeben, um es vor Beschädigungen zu schützen.
Auf der Säule eingemeißelt ist der Sinnspruch

„Der lebte nicht vergebens

Auch ihm sei Dank und Sang

Der um den Ernst des Lebens

Den Menschen Rosen schlang“

Nach den Luftangriffen auf Frankfurt am Main im Jahr 1944 wurde der Brunnen vom zerstörten Hühnermarkt entfernt. Von 1981 bis 2016 hatte er seinen Standort auf dem Friedrich-Stoltze-Platz hinter der Katharinenkirche▼.

## Rückversetzung auf den Hühnermarkt und eine Ersatzinstallation dort

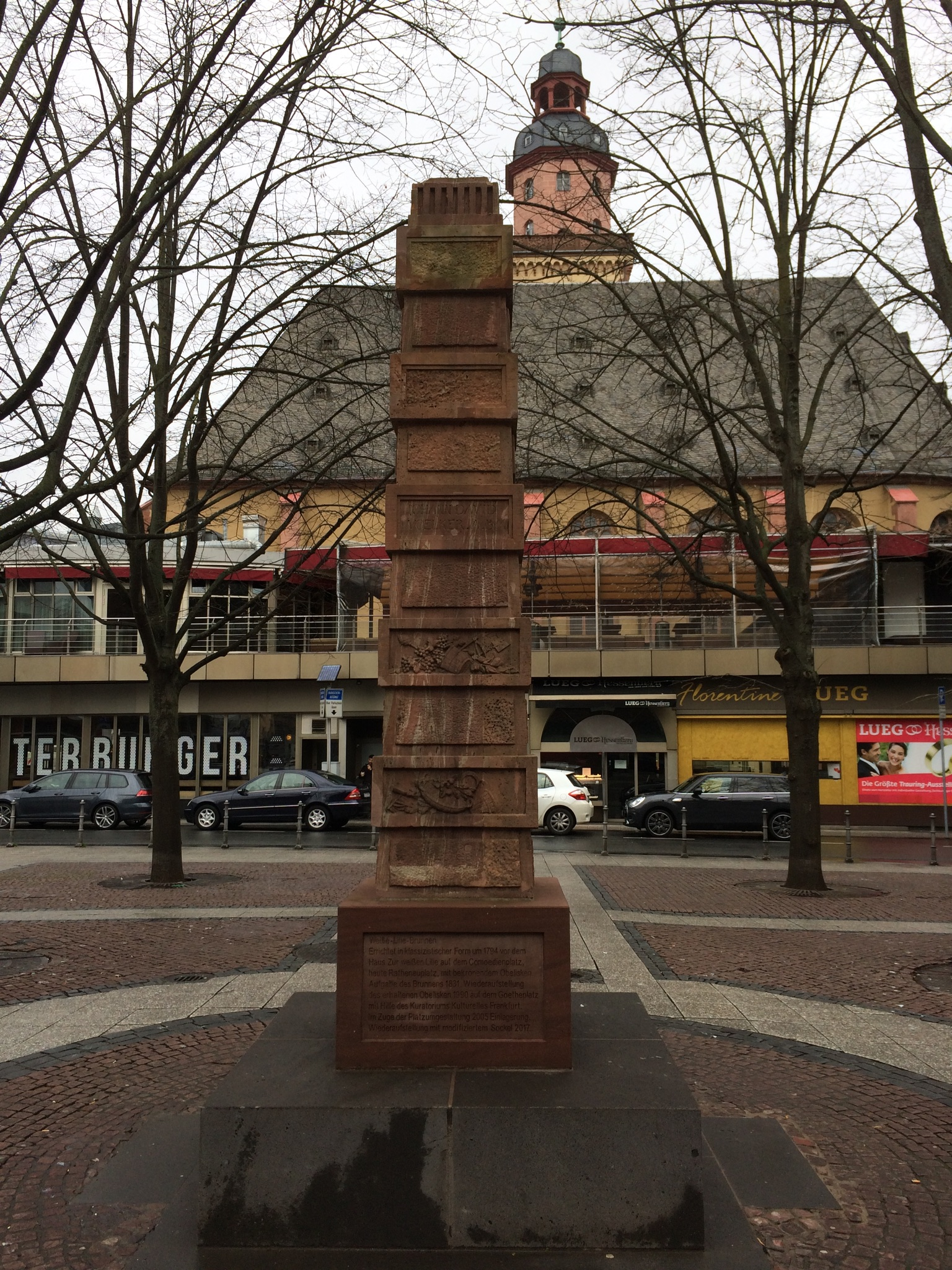
Der Obelisk des Weiße-Lilien-Brunnens ersetzt das Stoltze-Denkmal am Stoltze-Platz

Im Rahmen des Dom-Römer-Projektes erhielt der Brunnen am 29. September 2017 seinen angestammten Platz auf dem wiederhergestellten Hühnermarkt▼. Gegen die Versetzung hatte das Amt für Denkmalschutz argumentiert, ohne sich jedoch durchsetzen zu können. Die Neueinweihung nahmen Frankfurts Oberbürgermeister Peter Feldmann und ein Vertreter der Sparkasse Frankfurt vor.
Auf dem vorherigen Standort am Friedrich-Stoltze-Platz wurde im November 2017 der Sandstein-Obelisk des ehemaligen Weiße-Lilien-Brunnens aufgestellt. Diesen schuf der Bildhauer Johann David Voelcker 1894 als klassizistischen Pumpenbrunnen für den Comoedienplatz. Der mehr als 8 Meter hohe Brunnen bestand aus einem Brunnenbecken mit vier Säulen, die einen Obelisken mit Vase und goldener Lilie trugen. Bereits 1831 wurde der aufwendig gestaltete Brunnen abgerissen, seine Teile wurden verkauft. Der Obelisk blieb erhalten und befand sich bis in die 1980er Jahre im Garten des Hofgutes Friedberger Landstraße 529. 1983 erwarb die Stadt den Obelisken, ließ ihn restaurieren und stellte ihn im Jahr 1990 am Goetheplatz nahe seinem ursprünglichen Standort auf. 2005 musste er erneut für den Bau einer Tiefgarage weichen und stand in einem städtischen Depot, bis er auf Initiative Frankfurter Bürger als Ersatz für den umgezogenen Stoltze-Brunnen ausgewählt wurde.